# Lehmann Gross Bahn
Pour les articles homonymes, voir LGB.
Lehmann Gross Bahn (LGB) est une firme allemande fabricant des trains de jardin miniatures à l'échelle 1:22,5. Fondée par Ernst Paul Lehmann à Nuremberg en 1968, l'entreprise est rachetée par Märklin en 2006. Malgré le dépôt de bilan de Märklin en février 2009, l'activité continue.

## Modèles

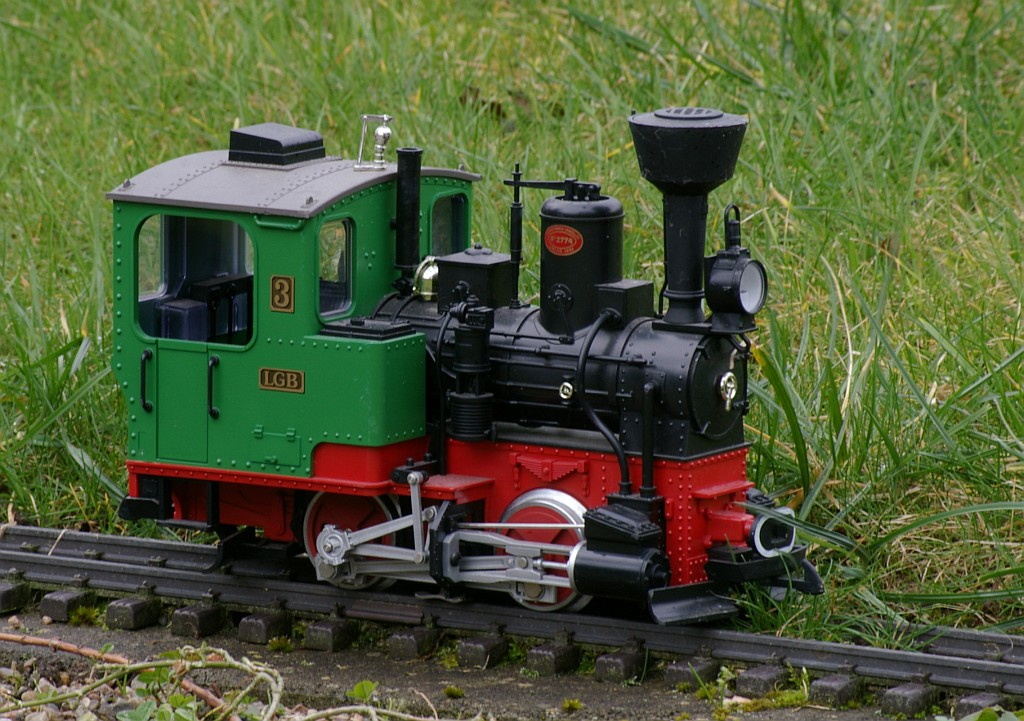
Le modèle historique de LGB, la locomotive "Stainz"

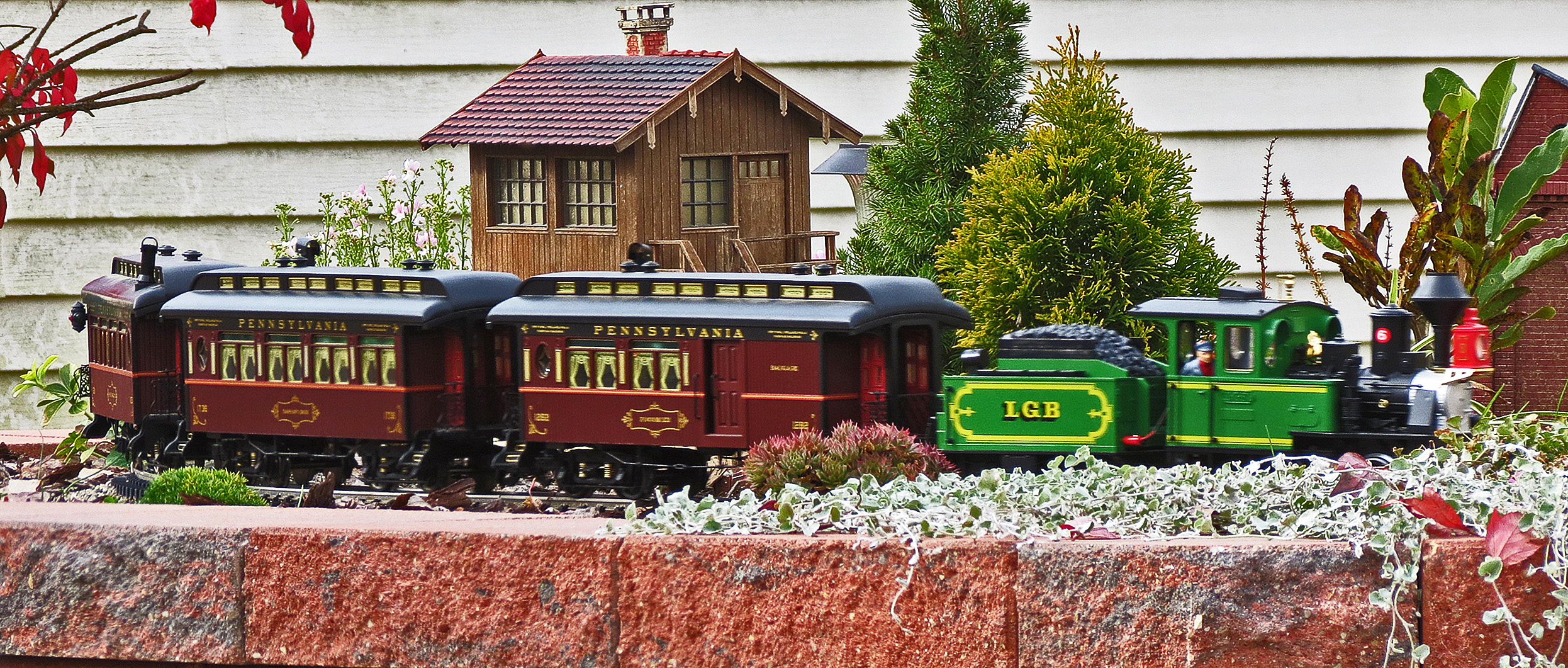

À sa création en 1968, la société LGB a créé l'échelle 'G' (pour 'groß', grand en allemand) pour des trains de jardin, utilisant une voie de 45 mm de large.
Les matériels produits ont été prévus dès l'origine pour un fonctionnement en extérieur. Leur résistance aux intempéries a créé un nouveau marché et permis un développement des trains de jardin. LGB fournit du matériel qu'il dit être à une échelle de 1:22,5 ; c'est-à-dire du matériel pour voie étroite de 1 m (1 000 mm/22,5 = 44,44 mm).
Les premiers modèles étaient basés sur des équipements relativement courts ayant un aspect ludique, très différents de ce qu'on trouvait dans le modélisme traditionnel d'intérieur. Ils étaient étudiés pour circuler sur des voies à rayons très courts (600 mm), facilitant la conception du réseau au prix d'un certain manque de réalisme.
Par la suite, la gamme a été étendue avec des gammes de trains de type 'Far-west', puis des trains à voie étroite  Suisses, aux proportions plus exactes.
Dans la pratique, les modèles sont à des échelles variables et les voies des modèles ne correspondent pas toujours à l'échelle affichée du modèle. C'est d'ailleurs le cas de la locomotive Stainz (de), modèle historique de LGB, représenté dans son logo, qui dans la réalité est prévue pour fonctionner sur une voie de 760 mm. Afin de représenter des trains à voie normale, LGB a aussi diffusé des modèles à une échelle approximative de 1:29 correspondant à l'échelle G aux États-Unis. Cependant, quelle que soit l'échelle des modèles qui circulent, les personnages et les bâtiments ne changent pas d'échelle. D'où de nombreux compromis pour les modélistes ferroviaires de jardin.

### La voie
L'entraxe (à l'intérieur des rails) est de 45 mm.
Les rails en laiton ou en acier ont une hauteur de 8,4 mm (code 332), ce qui est nettement plus important que ce que dicterait l'échelle, ceci dans un souci de robustesse. Les traverses sont en plastique stabilisé pour résister aux UV.

### Les versions jouets
LGB a fabriqué les trains de jardin distribué par Playmobil. Le matériel est pleinement compatible avec les trains classiques mais la finition est moins détaillée et son aspect est plus proche de ceux des jouets. Un détail permettant de reconnaitre aisément le matériel Playmobil est les deux butoirs rouges, le matériel courant LGB ayant un seul butoir central.
LGB a aussi fabriqué une série spécifiquement destinée aux enfants appelé Toytrain.

### Commande Digitale
LGB fournit un système de contrôle digital spécifique appelé MTS (Multi-Train System) basé sur le standard Digital Command Control (DCC). Celui-ci est fabriqué par la société Massoth.

## Marché
Le marché de LGB est essentiellement basé en Allemagne, en Grande-Bretagne et aux USA. Le marché français reste relativement marginal : LGB s'y est cependant intéressé, avant le rachat par Marklin, en produisant plusieurs versions de la 030 T Corpet-Louvet, utilisée sur de nombreux réseaux à voie métrique en France. Des redécorations de wagons avec des livrées et un marquage français ont été proposées par LGB jusqu'en 2006. Cet intérêt pour le marché français, pourtant second marché européen après l'Allemagne[réf. nécessaire], n'a pas survécu au rachat par Marklin, qui ne propose plus désormais que du matériel allemand, suisse et américain.

## Situation économique
La société Ernst Paul Lehmann a déposé son bilan fin 2006. À la suite de son rachat par Märklin, la production a repris à l'automne 2007. L'usine de Nuremberg a fermé et la production a repris à Györ, en Hongrie. Malgré le dépôt de bilan de Märklin début 2009, la production se poursuit et le matériel LGB continue à être distribué.
Il y a eu une période ou une partie de la production se faisait en Chine qui a conduit a des conflits liés à des problèmes de production non contrôlée.